# Augusto César de Almeida Vasconcelos Correia
Augusto César de Almeida de Vasconcelos Correia (Lisboa, 25 de septiembre de 1867 — Lisboa, 27 de septiembre de 1951), más conocido por Augusto de Vasconcelos, fue un médico y profesor de Medicina, político y diplomático portugués del periodo de la Primera República.
Republicano moderado desde su juventud, era considerado amigo personal de Afonso Costa y políticamente próximo a Brito Camacho. Era  profesor catedrático de Escuela Médico-Cirúgica de Lisboa, por la cual se graduó en 1891. 
Se estrenó en el gobierno como ministro de los Negocios Extranjeros del gobierno presidido por João Pinheiro Chagas, en el periodo de 12 de octubre a 12 de noviembre de 1911, teniendo en esta última fecha asumido la presidencia del Ministerio, conjuntamente con la pasta de los Negocios Extranjeros. Se mantuvo como presidente del Consejo de Ministros hasta el 16 de junio de 1912.
En 16 de junio de 1912 abandonó la presidencia del Ministerio, que pasó a ser ocupada por Duarte Leite, pero permaneció en el cargo de ministro  de los Negocios Extranjeros hasta el 9 de enero de 1913.
Enveredó entonces por la diplomacia, ocupando el puesto de embajador de Portugal en Madrid los años de 1913 y 1914, pasando después para la embajada en Londres, que ocupó de 1914 hasta 1919, periodo que comprendió la participación portuguesa en la Primera Guerra Mundial, altura en que la embajada en Londres tenía un papel crucial en la conducción política del conflicto.
Terminada la Guerra, comandó el 1919 la delegación portuguesa a la Conferencia de Paz de París, pasando después trabajar en la Sociedad de las Naciones, organismo en el cual fue delegado portugués en 1934 - 1935, presidiendo en esa altura a la respectiva Asamblea General. En esas funciones ganó alguno destaque con los esfuerzos diplomáticos que desarrolló para poner término a la guerra del Chaco que en 1935 opuso a Bolivia al Paraguay.